# Arhopala doreena
Arhopala doreena är en fjärilsart som beskrevs av Michael J. Parsons. Arhopala doreena ingår i släktet Arhopala och familjen juvelvingar. Inga underarter finns listade i Catalogue of Life.